# Красная шкатулка
«Красная шкатулка» (англ. The Red Box) — четвёртый роман Рекса Стаута из цикла произведений о Ниро Вульфе. Роман вызвал смешанные отзывы у критиков.

## Сюжет
Ниро Вулф и Арчи Гудвин расследуют убийство Молли Лок, продавщицы модного бутика. Молли Лок умерла, съев отравленную конфету, которая явно предназначалась другому. В ходе расследования один из подозреваемых просит Вульфа стать душеприказчиком его имущества и завещает ему красную шкатулку, но умирает прямо в его кабинете, так и не успев сказать, каково её содержимое.

## Переводы на русский
Роман переводился на русский язык в разное время следующими переводчиками:
- Г. Злобин
- А. Мельников
- М. Гресько
- Л. Мордухович
- Б. Акимов
- А. Злобина

В русском переводе роман известен как «Красная шкатулка», но ряд переводов использует название «Красная коробка».